# Alois Jaroš (fotbalista)
Alois Jaroš (15. října 1920 – 21. srpna 2012) byl český fotbalista, útočník.

## Fotbalová kariéra
V lize debutoval v den svých 30. narozenin. Odehrál jen 2 sezóny, přesto v pouhých 50 utkáních vstřelil 23 branek, z toho 16 v sezóně 1951, což z něj učinilo nejlepšího ligového střelce ročníku (o korunu krále střelců se dělil s Josefem Majerem ze Svitu Gottwaldov). Hrál za Ingstav Teplice (1951–1952).

## Ligová bilance
| Ročník                                     | Zápasy | Góly | Klub               |
| ------------------------------------------ | ------ | ---- | ------------------ |
| Celostátní československé mistrovství 1950 | 3      | 0    | Vodotechna Teplice |
| Mistrovství československé republiky 1951  | 26     | 16   | Vodotechna Teplice |
| Mistrovství československé republiky 1952  | 21     | 7    | Ingstav Teplice    |
| CELKEM                                     | 50     | 23   |                    |

## Trenérská kariéra
V roce 1961 vedl A-tým Teplic v 5 utkáních.